# Rhaphuma weigeli
Rhaphuma weigeli är en skalbaggsart som beskrevs av Holzschuh 2003. Rhaphuma weigeli ingår i släktet Rhaphuma och familjen långhorningar.
Artens utbredningsområde är Nepal. Inga underarter finns listade i Catalogue of Life.